# Radio G.R.E.M.
Radio G.R.E.M. è una sit-com per ragazzi prodotta da Rai Educational nell'ambito del progetto ilD.
Lo scopo della serie è fornire uno strumento didattico per l'apprendimento della lingua inglese. Attraverso episodi che raccontano storie di tutti i giorni ed intrecci amorosi, lo spettatore ha la possibilità di esercitarsi nella comprensione dell'inglese parlato e di imparare nuovi termini e modi di dire.

## Trama
Giorgia e Lenny sono due ragazzi che lavorano nella redazione di Radio G.R.E.M., una radio privata romana che trasmette esclusivamente in lingua inglese. Un giorno, il direttore e proprietario della radio, Del Vecchio, li incarica di ricercare su Internet possibili candidati per una nuova rubrica sull'oroscopo. Giorgia coglie l'occasione per proporsi, insieme a Lenny, alla conduzione del programma. Il direttore si fida di loro e ben presto li manda in diretta radiofonica.
Nel seguito degli eventi, compaiono gli altri personaggi: Claudio, fonico che suscita l'interesse di Giorgia; April, DJ americana che ha il compito di rinnovare la programmazione di Radio G.R.E.M.; Giusy, donna in carriera che si occupa delle pubbliche relazioni, ma dal carattere piuttosto acido; Palmira, una simpatica signora delle pulizie sempre pronta ad aiutare i quattro giovani protagonisti.
Le storie che via via vengono rappresentate si mostrano piene di situazioni divertenti e vicende amorose. In particolare, è in evidenza il rapporto degli altri personaggi con April. Quest'ultima non conosce affatto la lingua italiana, perciò i suoi interlocutori devono impegnarsi a parlare in inglese per farsi capire. Giorgia e Lenny sono avvantaggiati, in quanto conoscono molto bene questa lingua straniera. Claudio, al contrario, deve affrontare mille difficoltà anche per articolare il più semplice dei discorsi.
Tale situazione crea qualche problema. Claudio perde la testa per April, ma non riesce a comunicare con lei a causa della barriera linguistica che li divide. Giorgia si illude che Claudio cerchi di conquistarla, ma questi la avvicina solo per chiederle aiuto con la lingua inglese. Lenny è molto geloso e non riesce ad attirare l'attenzione di Giorgia, della quale è da tempo innamorato perso.
Alla fine, dopo tante difficoltà, tutto si equilibra. Claudio decide di trasferirsi negli Stati Uniti d'America con April e Giorgia si rende conto che Lenny è il ragazzo che fa per lei.

## Personaggi
- Giorgia, DJ - Ragazza molto giovane e dotata di un carattere forte ed intraprendente. Parla correntemente la lingua inglese. All'inizio della storia sembra interessata a Claudio, ma non è corrisposta. Successivamente, si rende conto di amare Lenny - il suo più stretto compagno di lavoro - di cui si scopre essere piuttosto gelosa.
- Lenny, DJ - Ragazzo di origine canadese dotato di un talento musicale non indifferente. Qualche volta va in crisi a causa degli eventi sfortunati che lo perseguitano. Abita in un piccolo appartamento e non sempre riesce a coprire i costi dell'affitto (lo stipendio di un DJ alle prime armi non è significativo). Fin dalla prima puntata, cerca di dichiararsi a Giorgia (di cui è da molto tempo innamorato), ma i suoi tentativi non vanno quasi mai a buon fine.
- Claudio, fonico - Giovane dal carattere calmo ed allegro. Non parla l'inglese, anzi lo considera "pesante" da studiare. I suoi rapporti con i compagni di lavoro sono piuttosto buoni, tranne nei confronti di Giusy che non perde occasione di trattarlo con sufficienza. L'incontro con April è folgorante, infatti ne rimane subito innamorato, ma non può dichiararsi a causa della barriera linguistica che li separa (April conosce solo l'inglese). Per superare tale difficoltà, cerca di farsi aiutare da Giorgia la quale fraintende le sue intenzioni (puramente amichevoli), quindi si crea un equivoco che coinvolge anche Lenny - geloso di Giorgia.
- April, DJ - Americana dal carattere imprevedibile ed estroverso. Non parla l'italiano, ama moltissimo gli animali (soprattutto il suo serpente...), ha una passione per la fotografia ed uno "zio" famosissimo (una star del rock...). Sempre al centro dell'attenzione di Claudio e, per un certo periodo di tempo, anche di Lenny fa di tutto per rendere la programmazione di Radio G.R.E.M. più fresca ed interessante, ma non sempre i suoi metodi sono apprezzati dal direttore e da Giusy.
- Il direttore Del Vecchio, boss di Radio G.R.E.M. - Uomo di grande esperienza nel mondo delle radio private, riesce ad esprimersi in inglese quel tanto che basta per farsi capire. Nel primo episodio della serie, per migliorare la situazione economica della propria creatura, Radio G.R.E.M., decide di dare piena fiducia ad una nuova DJ, April. Tale scelta, porta una ventata di cambiamenti inaspettati e non sempre condivisi da tutti.
- Giusy Catalano, PR - Donna dal carattere acido (ma fragile), sempre pronta a giudicare gli altri ed umiliare Claudio (la sua vittima preferita). Conosce bene l'inglese ed il suo principale compito è la ricerca di sponsor.
- Palmira, donna delle pulizie - Signora molto simpatica, allegra e pronta ad aiutare i giovani protagonisti della sit-com, ma per una volta è proprio per colpa sua che nasce l'ennesimo equivoco. Non parla inglese, ma riesce a farsi capire da April quando è necessario.

## Episodi
1. April si presenta
2. La radio che verrà
3. Fotografie dal passato
4. Ricordi al cioccolato
5. Tutta colpa del tempo
6. Il monolocale stregato
7. Stop al macho in moto
8. Un sacco di scuse
9. Rimorsi o rimpianti
10. ER medici in ultima fila
11. Usi e mal... costumi
12. L'intervista indesiderata
13. Un sogno da incubo
14. L'importanza di avere dei numeri
15. Sentirsi da cani
16. Una canzone per Giorgia
17. Una festa spaziale
18. C'è posta per tutti